# Enlow (Pennsylvanie)
Enlow est une census-designated place du comté d'Allegheny, en Pennsylvanie, aux États-Unis.

## Géographie
Enlow se trouve au nord-est des États-Unis, dans l'ouest de l'État de Pennsylvanie, au sein du comté d'Allegheny, dont le siège de comté est Pittsburgh. Ses coordonnées géographiques sont 40° 27′ 07″ N, 80° 13′ 56″ O.

## Démographie
Au recensement de 2010, sa population était de 1 013 habitants.